# Плютей печальный
Плюте́й печа́льный (Pluteus luctuosus) — гриб рода Плютей. Несъедобен.
Синонимы:
- Pluteus phlebophorus var. marginatus Quél., 1885
- Pluteus marginatus (Quél.) Bres., 1929 — Плютей окаймлённый
- Pluteus marginatus var. luctuosus (Boud.) Kühner & Romagn., 1953 (nom. inval.)

## Описание
Плодовые тела мелкие.
Шляпка диаметром 0,5—1(1,5) сантиметра, морщинистая, бурая.
Пластинки розовые, с черновато-бурыми краями.
Ножка 1,5—3×0,1—0,2 см, цилиндрическая, полупрозрачная, с беловатой поверхностью и нежными черноватыми волокнами.
Мякоть очень тонкая, беловатая, без вкуса и запаха.
Остатки покрывал отсутствуют, споровый порошок розовый.
Споры эллипсоидные или шаровидные, 5—7×6 мкм.
Кожица шляпки состоит из клеток, содержащих буроватый пигмент.
Цистиды крупные, многочисленные, без выростов, удлинённо-округлые, хейлоцистиды содержат бурый пигмент.

## Экология и распространение
Сапротроф на погребённых остатках древесины вяза, реже бука, ясеня. Растёт в лиственных и смешанных лесах, отмечен также на подстилке в смешанном лесу. Известен в Европе и Азии (Приморский край). Встречается очень редко.
Сезон: август — сентябрь.